# Sierra Negra (Galápagos)
Sierra Negra és un gran volcà en escut que es troba al sud-est de l'illa Isabela, a les illes Galápagos, Equador. El seu cim s'eleva fins als 1.124 msnm. El volcà Cerro Azul està a l'oest i l'Alcedo al nord. Consta d'una gran caldera de 7 x 10,5 quilòmetres, poc profunda, la més gran de les illes Galápagos. És un dels volcans més actius de les Galápagos, amb l'última erupció entre juny i agost de 2018. Altres erupcions en temps històrics foren el 1911, 1948, 1953, 1954, 1957, 1963, 1979 i 2005.
La tortuga gegant de Sierra Negra, Chelonoidis nigra guentheri, viu als vessants sud i sud-est del volcà. Aquesta espècie està en perill d'extinció per la pressió poblacional provocada per la caça, l'eliminació de l'hàbitat i la depredació dels mamífers salvatges. La C. n. guentheri forma part d'un programa de restauració d'ecosistemes per tal de recuperar la població de les tortugues al seu hàbitat natural.